# شيلا كونولي
شيلا كونولي (بالإنجليزية: Sheila Connolly)‏ (1950)؛ روائية أمريكية.